# Syntetické linoleum
Syntetické linoleum je lacinou chemickou náhražkou přírodního linolea, je vyráběné z polyvinylchloridu (PVC). Nejčastěji se užívá název "lino", který je však matoucí. Hlavní výhodu je nízká cena a snadná údržba, mezi hlavní nevýhody patří nešetrnost k životnímu prostředí při jeho výrobě nebo velký hmotnostní podíl zdraví škodlivých ftalátů, které zajišťuji jeho měkkost a pružnost. 